# Walram 1. af Luxemburg, herre af Ligny
Walram 1. af Luxemburg, herre af Ligny (fransk: Waléran Ier de Luxembourg-Ligny) (død 5. juni 1288), var herre af Ligny, La Roche-en-Ardenne og Roussy.
Walram 1. var søn af Henrik 5., greve af Luxembourg.
Walram 1. blev far til Walram 2. af Luxemburg, herre af Ligny.